# Capsicum annuum
Capsicum annuum é uma espécie de planta do género Capsicum nativa da América.
A variedade mais comum desta espécie é o pimento (português europeu) ou pimentão (português brasileiro). Outras variedade são algumas das mais conhecidas pimentas mexicanas, por exemplo: o jalapenho, o poblano, o ancho, etc.
É desta espécie que derivam as especiarias pimenta-caiena e paprica (português europeu) ou páprica (português brasileiro), que são diferentes variedades de Capsicum annuum secos e moídos. Os pimentos jalapenhos são utilizados na preparação de uma variedade menos picante de molho Tabasco.

## Uso culinário

### Ásia
A pimenta originária das Américas, foi introduzida no Leste Asiático por comerciantes portugueses no final do século XVI. A primeira menção às pimentas na Coreia é encontrada na obra Jibong yuseolJibong yuseol, uma enciclopédia publicada em 1614. Sallim gyeongje, um livro de ca. 1700, discutiu os métodos de cultivo de pimenta.
Na Coreia, as pimentas são chamadas de gochu (고추),  as pimentas ainda verdes são chamadas put-gochu (풋고추), e as vermelhas são chamadas de hong-gochu (홍고추).